# Belton-in-Rutland
Pour les articles homonymes, voir Belton et Rutland (homonymie).
Belton-in-Rutland est un village d' Angleterre situé dans le sud-ouest du Rutland, à sa limite avec le Leicestershire. Au recensement de 2001, la paroisse civile de Belton-in-Rutland avait 345 habitants, et 348 à celui de 2011. 